# タンエサッコ圏
タンエサッコ圏（タンエサッコけん、フランス語：Cercle de Tin-Essako）は、マリ共和国の地方行政区画でキダル州を構成する圏のひとつ。行政の中心地はタンエサッコにおかれる。下級単位のコミューンは2つあり、2009年の統計で人口は7,976人を数える。マリ共和国の圏では最も居住人口が少なく、最も厳しいサハラ性砂漠気候である。

## コミューン
タンエサッコ圏には以下の農村コミューンがある。
- インタディジト（fr:Intadjedite）
- タンエサッコ（fr:Tin-Essako）